# Sneremåla
Sneremåla ist eine Siedlung in Vissefjärda Socken in der Gemeinde Emmaboda, Kalmar län in Schweden.
Der Ort liegt acht Kilometer südwestlich von Vissefjärda und in dem Ort befinden sich mehrere Bauernhöfe, wie unter anderem der Sneremåla Östergård (Sneremåla Ost-Bauernhof), Sneremåla Västergård (Sneremåla West-Bauernhof) und Sneremåla Gård (Sneremåla-Bauernhof).
Die beiden größten Seen des Ortes sind der Nätterhövden und Sidlången. Der Nätterhövden erstreckt sich über den gesamten südlichen Teil der Orte Sneremåla und Guttamåla sowie bis zum nördlichen Teil von Buskahult. Einen weiteren See in Sneremåla gibt es an der Grenze zu Kroksmåla, der auch Kråkgöl genannt wird. Diese drei Seen sind mit kleineren Bächen miteinander verbunden. Rund um Sneremåla befinden sich mehrere Felder und Wiesen, die mit Steinmauern aus dem 18. Jahrhundert umgeben sind. Die Flure und vor allem die Wäldern von Sneremåla haben eine reiche Pflanzenwelt mit seltenen bzw. geschützten Arten.